# Beisebol nos Jogos Pan-Americanos de 2023
O torneio de beisebol nos Jogos Pan-Americanos de 2023 em Santiago, Chile, ocorreu entre 18 e 28 de outubro de 2023 no Centro de Beisebol e Softbol, localizado em Cerillos. Oito equipes masculinas, cada uma composta por 24 jogadores, competiram, totalizando 192 atletas participantes.

## Qualificação
Oito equipes masculinas se qualificaram para competir nos Jogos. O país-sede (Chile) teve qualificação automática, juntamente com o vencedor dos Jogos Pan-Americanos Júnior de 2021, o ganhador do Campeonato Sul-Americano de 2022, as quatro melhores equipes nos Jogos Centro-Americanos e do Caribe de 2023 e a melhor equipe no torneio de qualificação aos Jogos Pan-Americanos.
| Evento                                                       | Datas                                | Local        | Vagas | Classificados                                    |
| ------------------------------------------------------------ | ------------------------------------ | ------------ | ----- | ------------------------------------------------ |
| País-sede                                                    | —                                    | —            | 1     | Chile                                            |
| Jogos Pan-Americanos Júnior de 2021                          | 26 de novembro–2 de dezembro de 2021 | Cáli         | 1     | Colômbia                                         |
| Campeonato Sul-Americano de 2022                             | 24–30 de julho                       | Lima         | 1     | Brasil                                           |
| Torneio de Qualificação para os Jogos Pan-Americanos de 2023 | 16–21 de junho                       | Buenos Aires | 1     | Panamá                                           |
| Jogos Centro-Americanos e do Caribe de 2023                  | 23 de junho–8 de julho               | San Salvador | 4     | México · Cuba · Venezuela · República Dominicana |
| Total                                                        |                                      |              | 8     |                                                  |

## Nações participantes
Ao todo, 8 CONs qualificaram equipes. Entre parênteses encontra-se representada a quantidade de jogadores.
- BRA Brasil (24)
- CHI Chile (24)
- COL Colômbia (24)
- CUB Cuba (24)
- DOM República Dominicana (24)
- MEX México (24)
- PAN Panamá (24)
- VEN Venezuela (24)

## Medalhistas
|  | COL Colômbia |  | BRA Brasil |  | MEX México |
|  | Dilson Herrera Randy Consuegra Fabián Pertuz Derwin Pomare Rubén Galindo Carlos Andrés Arroyo Kevin Escorcia Carlos Mario Martínez Jean Ruiz Jhon Peluffo Víctor Vargas José Jorge Ramos Francisco Acuña Santiago Florez Ezequiel Zabaleta Luis Gabriel Moreno Jorge Puerta Leandrón Emiliani Jaider Morelos Julio César Rivas Carlos Díaz Jesús Marriaga Hernando Mejía Jorge Enrique Martínez |  | Fábio Murakami Felipe Mizukosi Gabriel Barros Jean Tomé Murilo Brolo Paulo Orlando Daniel Missaki Felipe Natel Sales Felipe Fukuda Lucas Sakay Oscar Nakaoshi Osvaldo Carvalho Raphael Parra Enzo Sawayama André Rienzo Ariel Frigo Douglas Takano Eric Pardinho Gabriel Barbosa Lucas Rojo Oller Pedro Okuda e Silva Salomon Koba Victor Coutinho |  | Luis Fernando Miranda Faustino Carrera Fernando Flores Miguel Guzmán Fabián Cota Edson García Édgar Torres Moisés Gutiérrez Francisco Haro Roberto Ramos Wilmer Ríos Samuel Zazueta Jesús Ávila Arturo López Fernando Villegas Aldo Montes Carlos Morales Norberto Obeso Jesús Cruz Randy Romero Jasson Atondo Roberto Valenzuela Irving Wilson Darel Torres |

## Resultados

### Primeira fase
Os resultados do evento são demonstrados a seguir.
|  | Equipes classificadas à segunda fase      |
|  | Equipe classificada à disputa de 5º lugar |
|  | Equipe classificada à disputa de 7º lugar |

Todas as partidas seguem o fuso horário local (UTC−3).

#### Grupo A
| Seleção                  | J | V | D | C+ | C- | DC  |
| ------------------------ | - | - | - | -- | -- | --- |
| PAN Panamá               | 3 | 3 | 0 | 18 | 3  | +15 |
| MEX México               | 3 | 2 | 1 | 19 | 8  | +11 |
| DOM República Dominicana | 3 | 1 | 2 | 13 | 7  | +6  |
| CHI Chile                | 3 | 0 | 3 | 2  | 34 | –32 |

| 18 de outubro 9:30 | México | 16 – 0 (F/5) Ficha | Chile | Centro de Beisebol e Softbol, Cerrillos Público: 732 |

| 19 de outubro 9:30 | Panamá | 4 – 1 Ficha | República Dominicana | Centro de Beisebol e Softbol, Cerrillos Público: 554 |

| 21 de outubro 9:30 | República Dominicana | 0 – 1 Ficha | México | Centro de Beisebol e Softbol, Cerrillos Público: 1000 |

| 21 de outubro 15:00 | Chile | 0 – 6 Ficha | Panamá | Centro de Beisebol e Softbol, Cerrillos Público: 672 |

| 23 de outubro 9:30 | Panamá | 8 – 2 Ficha | México | Centro de Beisebol e Softbol, Cerrillos Público: 322 |

| 23 de outubro 15:00 | Chile | 2 – 12 (F/5) Ficha | República Dominicana | Centro de Beisebol e Softbol, Cerrillos Público: 987 |

#### Grupo B
| Seleção       | J | V | D | C+ | C- | DC |
| ------------- | - | - | - | -- | -- | -- |
| BRA Brasil    | 3 | 3 | 0 | 15 | 10 | +5 |
| COL Colômbia  | 3 | 1 | 2 | 16 | 14 | +2 |
| CUB Cuba      | 3 | 1 | 2 | 11 | 13 | –2 |
| VEN Venezuela | 3 | 1 | 2 | 9  | 14 | –5 |

| 19 de outubro 15:00 | Venezuela | 1 – 3 Ficha | Brasil | Centro de Beisebol e Softbol, Cerrillos Público: 825 |

| 20 de outubro 9:30 | Colômbia | 3 – 4 Ficha | Cuba | Centro de Beisebol e Softbol, Cerrillos Público: 322 |

| 22 de outubro 9:30 | Brasil | 8 – 7 (F/9) Ficha | Colômbia | Centro de Beisebol e Softbol, Cerrillos Público: 1200 |

| 22 de outubro 15:00 | Cuba | 5 – 6 Ficha | Venezuela | Centro de Beisebol e Softbol, Cerrillos Público: 1051 |

| 24 de outubro 9:30 | Brasil | 4 – 2 Ficha | Cuba | Centro de Beisebol e Softbol, Cerrillos Público: 765 |

| 24 de outubro 15:00 | Colômbia | 6 – 2 Ficha | Venezuela | Centro de Beisebol e Softbol, Cerrillos |

### Classificação 5º–8º lugar

#### Disputa pelo sétimo lugar
| 25 de outubro 9:30 | Chile | 0 – 7 Ficha | Venezuela | Centro de Beisebol e Softbol, Cerrillos Público: 223 |

#### Disputa pelo quinto lugar
| 26 de outubro 15:30 | Cuba | 4 – 5 Ficha | República Dominicana | Centro de Beisebol e Softbol, Cerrillos Público: 624 |

### Segunda fase
Os resultados das partidas da primeira fase entre as equipes qualificadas (que estavam no mesmo grupo) são contabilizados para a segunda fase.
|  | Equipes classificadas à disputa pelo ouro  |
|  | Equipes classificada à disputa pelo bronze |

Todas as partidas seguem o fuso horário local (UTC−3).

| Seleção      | J | V | D | C+ | C- | DC  |
| ------------ | - | - | - | -- | -- | --- |
| BRA Brasil   | 3 | 2 | 1 | 14 | 15 | –1  |
| COL Colômbia | 3 | 2 | 1 | 19 | 11 | +8  |
| PAN Panamá   | 3 | 1 | 2 | 12 | 9  | +3  |
| MEX México   | 3 | 1 | 2 | 9  | 19 | –10 |

| 25 de outubro 15:00 | Brasil | 5 – 3 Ficha | Panamá | Centro de Beisebol e Softbol, Cerrillos Público: 625 |

| 26 de outubro 9:00 | México | 2 – 10 Ficha | Colômbia | Centro de Beisebol e Softbol, Cerrillos Público: 542 |

| 27 de outubro 9:30 | Colômbia | 2 – 1 Ficha | Panamá | Centro de Beisebol e Softbol, Cerrillos Público: 1188 |

| 27 de outubro 15:00 | México | 5 – 1 Ficha | Brasil | Centro de Beisebol e Softbol, Cerrillos Público: 432 |

### Fase final

#### Disputa pelo bronze
| 28 de outubro 9:30 | México | 10 – 2 Ficha | Panamá | Centro de Beisebol e Softbol, Cerrillos Público: 824 |

#### Disputa pelo ouro
| 28 de outubro 15:00 | Colômbia | 9 – 1 Ficha | Brasil | Centro de Beisebol e Softbol, Cerrillos Público: 3180 |

## Classificação final
| Pos.              | Equipe               | Campanha | Campanha | Campanha |
| Pos.              | Equipe               | V        | D        |          |
| ----------------- | -------------------- | -------- | -------- | -------- |
| Medalha de ouro   | Colômbia             | 4        | 2        |          |
| Medalha de prata  | Brasil               | 4        | 2        |          |
| Medalha de bronze | México               | 4        | 2        |          |
| 4                 | Panamá               | 3        | 3        |          |
| 5                 | República Dominicana | 2        | 2        |          |
| 6                 | Cuba                 | 1        | 3        |          |
| 7                 | Venezuela            | 2        | 2        |          |
| 8                 | Chile                | 0        | 4        |          |